# Vancouver (Washington)
Vancouver (také Vancouver USA nebo jen The Couve) je vnitrozemské velkoměsto na severním břehu řeky Columbia ve státě Washington v USA. Město Vancouver je okresním městem Clark County. Bylo založeno v roce 1857.
Podle údajů z roku 2006 zde žilo 158 148 obyvatel.